# Kaszówka
Kaszówka (niem. Käscherei) – osada w Polsce położona w województwie dolnośląskim, w powiecie strzelińskim, w gminie Przeworno. Jako przysiółek wchodzi w skład sołectwa Jegłowa. Do 1945 roku stanowiła kolonie Strużyny. W latach 1975–1998 miejscowość administracyjnie należała do województwa wałbrzyskiego.
Osada leżąca na prawym brzegu Krynki, na wschód od Wzgórz Strzelińskich. Powstała prawdopodobnie w XVIII w. jako folwark należący do Strużyny. Oprócz folwarku istniała tu gospoda (budynek nr 4) oraz młyn wodny (na terenie gospodarstwa pod nr 11) rozebrany w latach 80. XX w. Z dawnego folwarku zachował się budynek mieszkalny, mur z około 1910 roku oraz budynki gospodarcze i obora.
Przez osadę przebiega żółty szlak turystyczny prowadzący z Przeworna przez Gromnik do Białego Kościół i dalej w kierunku Niemczy. W otoczeniu rozpościera się obszar Natura 2000 PLH020098 "Karszówek". Na północ od Kaszówki nieczynna żwirownia, w której do lat 80. XX w. działała betoniarnia produkująca między innymi dachówki betonowe. W 2010 roku w Kaszówce wybudowano 5 stawów hodowlanych o powierzchni 2,35 ha, na których powstało łowisko specjalne.

## Szlaki turystyczne
droga Szklary–Samborowice (szlak zielony) – Jagielno – Przeworno – Strużyna – Kaszówka – Jegłowa kop. – Gromnik – Skrzyżowanie nad Wąwozem Pogródki – Biały Kościół – Nieszkowice – Żelowice – Ostra Góra – Niemcza – Gilów – Piława Dolna – Góra Parkowa – Bielawa – Kalenica – Nowa Ruda – Tłumaczów – Radków – Pasterka – Karłów – Skalne Grzyby – Batorów – Duszniki-Zdrój – Szczytna – Zamek Leśna – Polanica-Zdrój – Bystrzyca Kłodzka – Igliczna – Międzygórze – Przełęcz Puchacza